# Animal Man
Animal Man (dt. „Tiermensch“) ist der Titel einer Reihe von Comicveröffentlichungen, die der US-amerikanische Verlag DC-Comics seit 1965 herausgibt.
Im Mittelpunkt der Comics um Animal Man, die auf die Amerikaner Dave Wood (oder France Herron) und Carmine Infantino zurückgehen, steht ein Mann namens Buddy Baker, der über die Gabe (super power) verfügt, die Fähigkeiten aller Tiere, mit denen er in Kontakt kommt, nachzuahmen.
Während die Animal Man Comics ursprünglich als unterhaltsamer Science-Fiction/Fantasy-Stoff angelegt waren, stehen seit den späten 1980er Jahren, als Animal Man in einen „Erwachsenencomic“ umgewandelt wurde, vor allem sozialkritische Themen im Vordergrund. Naturgemäß behandelt die Reihe vor allem Probleme, die sich aus dem Verhältnis von Tier und Mensch ergeben. Immer wiederkehrende Aspekte sind dabei etwa die Evolutionstheorie, oder die Frage nach der moralischen Gebotenheit der vegetarischen Lebensweise und der Tragbarkeit von Tierversuchen. Ferner werden auch immer wieder philosophische Reflexionen in die Animal Man Comics eingestreut, so werden metaphysische Erörterungen über die "Grundfragen des Seins" angestellt und wird in selbstreferenziellen Exkursen die sogenannte Vierte Wand durchbrochen, die die fiktive Handlung innerhalb der Comics von der Realität der (eigentlich außerhalb der Fiktion stehenden) Macher und Leser derselben trennt.

## Veröffentlichungsdaten
Die erste Animal Man Geschichte wurde im September 1965 in der Ausgabe #180 der Strange Adventures, einer Serie, die als "buntes Allerlei" mit verschiedenen Reihen unterschiedlichsten Inhalten bestückt war, veröffentlicht. Autor dieser Geschichte und Erfinder von Animal Man war entweder der Autor Dave Wood oder der Autor France Herron, die damals die Geschichten für Strange Adventures schrieben. Da die damaligen Comichefte keine Informationsbox enthielten, die die an ihr Mitwirkenden aufzählte, konnte bis heute keine eindeutige Identifizierung des Autors dieser Geschichte erfolgen. Die Zeichnungen der Geschichte wurden indessen (gesichert) von dem Bleistiftzeichner Carmine Infantino und dem Tuscher George Roussos erledigt, die auch das optische Erscheinungsbild von Animal Man entwickelten. In den folgenden Jahren erschienen immer wieder einmal Animal Man Geschichten in den Strange Adventures, ohne dass die Figur eine sonderliche Resonanz fand.
Bis in die 1980er Jahre trat Animal Man dann vor allem als "Gaststar" in Serien wie Wonder Woman auf.
1988 wurde der schottische Autor Grant Morrison damit beauftragt, die Figur des Animal Man generalzuüberholen, um sie in den Mittelpunkt einer auf ein erwachsenes Publikum zielenden "reiferen" Comicserie zu stellen. Das von Morrison entwickelte neue Konzept wurde schließlich in einer eponymen, kurz Animal Man genannten Serie vermarktet, die DC von September 1988 bis November 1995 veröffentlichte. Die Serie, ursprünglich nur als vierteilige Miniserie geplant, wurde aufgrund überraschend guter Verkaufszahlen in eine reguläre, auf unbegrenzte Zeit fortlaufende Serie, umgewandelt, und erreichte schließlich neunundachtzig Ausgaben. Zur Kennzeichnung des erwachseneren Charakters der Serie wurde sie ab der Ausgabe #57 von 1993 innerhalb von DCs mature readers-Label Vertigo herausgegeben.
Morrison verfasste die Ausgaben #1 bis 26 (1988–1990) der von ihm konzipierten Animal Man Serie selbst. Danach übergab er den Autorenjob an den Briten Peter Milligan (#27-32), dem Tom Veich (#28-45), Jamie Delano (#46-74) und Jerry Prosser nachfolgten. Die visuelle Umsetzung der Geschichten von Morrison übernahm der Zeichner Chas Truog gemeinsam mit den Tuschezeichnern Doug Hazlewood und Tom Grummett. Spätere Zeichner waren Steve Dillon (Veich-Run) und Steve Pugh (Delano-Run). Die Titelbilder der Serie schließlich wurden von dem britischen Maler Brian Bolland gestaltet. 
Nach der Einstellung dieser Serie wurde Animal Man erneut als Gastcharakter in die Serien anderer Figuren wie Resurrection Man oder JLA eingebaut, bevor er 2006 gemeinsam mit dem Science-Fiction-Helden Adam Strange und Starfire (einer Art Weltraumamazone) in den Mittelpunkt eines Features der Anthologieserie 52 gestellt wurde. Derzeit ist Animal Man eine der drei Hauptfiguren der von Adam Beechen verfassten Serie ’’Countdown to Adventure’’.

## Handlung und Hauptfigur
Die Animal Man Geschichten beginnen damit, dass der Amerikaner Bernhard "Buddy" Baker ein abgestürztes Raumschiff findet. Unmittelbar darauf stellt er fest, dass er durch den Kontakt mit dem außerirdischen Gefährt die erstaunliche Befähigung erlangt hat, sich durch bloße Konzentration vorübergehend die Eigenschaften und Fähigkeiten jedes ihm bekannten Tieres anzueignen und zunutze zu machen. Zu den tierischen Fähigkeiten, derer er sich bedient, zählen die Fähigkeiten von Sauriern (Stärke), Stinktieren (Gestank), Zitteraalen (Elektrizität), Würmern (verlorene Körperteile nachwachsen lassen), Vögeln (Fliegen), Fischen (Schwimmfähigkeit), und Schlangen (Agilität).
Der von Morrison geschaffene moderne Animal Man unterscheidet sich merkbar vom Typus des "Standardsuperhelden": Anders als die meisten Superhelden, bei denen es sich um kinderlose Singles handelt, hat Buddy Baker bei Morrison eine Ehefrau, Ellen, und zwei Kinder, den Sohn Cliff und die Tochter Maxine.
Sehr deutlich wurde die Handlung von Animal Man zu dieser mit moralischen und politischen Appellen vermischt. So lässt Morrison den Titelhelden die vegetarische Lebensweise propagieren und ihn als Verfechter der Rechte der Tiere sehr weitgehende Schritte gehen: So hilft Animal Man in einer Geschichte einer Gruppe von selbsterklärten Ökoterroristen dabei eine Delphinjägerflotte zu attackieren und gibt einen Fischer, dessen Grausamkeit ihn entsetzt, dem Ertrinken preis, was dieser nur überlebt, da er ausgerechnet von einem Delphin gerettet wird.

## Nachdrucke
Seit dem Jahr 2001 hat DC-Comics die von Grant Morrison verfassten Animal Man Geschichten als Sammelbände neu aufgelegt.
- Animal Man Book 1 - Animal Man, New York 2001. (enthält Animal Man #1-9)
- Animal Man Book 2 - Origin Of The Species, New York 2002. (enthält Animal Man #10-17 sowie eine Geschichte aus dem Heft Secret Origins #39)
- Animal Man Book 3 - Deus Ex Machina Animal Man, New York 2003. (enthält Animal Man #18-26)